# Éric Hassli
Éric Hassli (ur. 3 maja 1981 w Sarreguemines) – francuski piłkarz grający na pozycji napastnika.

## Kariera klubowa
Hassli jest wychowankiem FC Metz. W 2000 roku awansował do kadry seniorów i 29 lipca zadebiutował w Ligue 1 w zremisowanym 1:1 wyjazdowym meczu z Girondins Bordeaux. 19 sierpnia tamtego roku w meczu z Paris Saint-Germain (1:0) strzelił swojego pierwszego gola w lidze. Na początku 2002 roku został wypożyczony do Southampton F.C., ale w pierwszym zespole nie rozegrał żadnego spotkania i grał jedynie w rezerwach tego klubu (9 meczów i 6 goli). Latem wrócił do Metz, z którym przez rok występował w Ligue 2.
W 2003 roku Hassli został piłkarzem szwajcarskiego Neuchâtel Xamax. 22 lutego 2004 rozegrał pierwsze spotkanie w pierwszej lidze Szwajcarii, przegrane 0:2 z FC Wil. W zespole Neuchâtel grał przez rok.
W 2004 roku Hassli odszedł do Servette FC, w którym zadebiutował 23 lipca w meczu z Grasshoppers Zurych (2:2). W Servette wystąpił w 11 spotkaniach, w których strzelił 3 gole. W trakcie sezonu 2004/2005 klub przechodził problemy finansowe i sprzedał większość czołowych zawodników.
Hassli w trakcie sezonu przeszedł do FC Sankt Gallen. 20 lutego 2005 w debiucie z FC Basel (3:1) strzelił 2 bramki, a w całej rundzie wiosennej sezonu 2004/2005 zaliczył 5 trafień. Z kolei w sezonie 2005/2006 był najlepszym strzelcem drużyny z 13 zdobytymi golami.
Latem 2006 Francuz wrócił do ojczyzny i został zawodnikiem Valenciennes FC. Debiut w nim zanotował 9 września 2006 w meczu z RC Lens (0:3). Nie przebił się do podstawowego składu Valenciennes i przez cały sezon jako rezerwowy zdobył 2 gole.
W 2007 roku Hassli ponownie wyjechał do i podpisał kontrakt z FC Zürich. Swój debiut w nowym klubie zaliczył 22 lipca 2007 w meczu z FC Basel (0:1). W 2009 roku po raz pierwszy w karierze wywalczył mistrzostwo Szwajcarii. Z 17 golami był najlepszym strzelcem Zurychu w sezonie.
W 2011 roku Hassli wyjechał do ligi Major League Soccer i do 2012 roku grał w Vancouver Whitecaps FC. W 2013 roku przeszedł do Toronto FC. Latem 2013 został zawodnikiem FC Dallas. 18 marca 2014 został piłkarzem San Antonio Scorpions.
W 2015 odszedł do francuskiego Sarreguemines FC, w którym zakończył karierę w 2016.
| Sezon   | Klub                   | Kraj              | Rozgrywki      | Mecze | Bramki |
| ------- | ---------------------- | ----------------- | -------------- | ----- | ------ |
| 2000/01 | FC Metz                | Francja           | Ligue 1        | 18    | 2      |
| 2001/02 | FC Metz                | Francja           | Ligue 1        | 4     | 0      |
| 2001/02 | Southampton F.C.       | Anglia            | Premier League | 0     | 0      |
| 2002/03 | FC Metz                | Francja           | Ligue 1        | 16    | 1      |
| 2003/04 | Neuchâtel Xamax        | Szwajcaria        | Super League   | 13    | 2      |
| 2004/05 | Servette FC            | Szwajcaria        | Super League   | 11    | 3      |
| 2004/05 | FC Sankt Gallen        | Szwajcaria        | Super League   | 13    | 5      |
| 2005/06 | FC Sankt Gallen        | Szwajcaria        | Super League   | 34    | 13     |
| 2006/07 | Valenciennes FC        | Francja           | Ligue 1        | 21    | 2      |
| 2007/08 | FC Zürich              | Szwajcaria        | Super League   | 28    | 3      |
| 2008/09 | FC Zürich              | Szwajcaria        | Super League   | 27    | 17     |
| 2009/10 | FC Zürich              | Szwajcaria        | Super League   | 13    | 3      |
| 2010/11 | FC Zürich              | Szwajcaria        | Super League   | 16    | 4      |
| 2011    | Vancouver Whitecaps FC | Kanada            | MLS            | 26    | 10     |
| 2012    | Vancouver Whitecaps FC | Kanada            | MLS            | 18    | 2      |
| 2012    | Toronto FC             | Kanada            | MLS            | 7     | 3      |
| 2013    | FC Dallas              | Stany Zjednoczone | MLS            | 15    | 0      |
| 2014    | San Antonio Scorpions  | Stany Zjednoczone | NASL           | 20    | 6      |
| 2015    | San Antonio Scorpions  | Stany Zjednoczone | NASL           | 16    | 0      |
| 2015/16 | Sarreguemines FC       | Francja           | CFA 2          | 1     | 0      |